# Kouvanjärvi
Kouvanjärvi är en sjö i Finland. Den ligger i kommunen Pudasjärvi i landskapet Norra Österbotten, i den norra delen av landet, 600 km norr om huvudstaden Helsingfors. Kouvanjärvi ligger 209,5 meter över havet. Arean är 1,39 kvadratkilometer och strandlinjen är 11,15 kilometer lång. Sjön  ingår i Ijo älvs huvudavrinningsområde. 